# Union Station (ER)
Union Station is de achtste aflevering van het derde seizoen van de televisieserie ER, die voor het eerst werd uitgezonden op 21 november 1996.

## Verhaal
Dr. Lewis heeft haar laatste dag erop zitten op de SEH en verlaat Chicago. Dr. Greene is in een innerlijke strijd verwikkeld, moet hij het haar vertellen over zijn gevoelens voor haar? Dr. Ross geeft hem het laatste zetje om dit te doen, en dr. Greene haast zich naar het station om dr. Lewis in te halen. Daar aangekomen is hij net op tijd om haar zijn liefde te verklaren, zijn teleurstelling is groot als zij hem afwijst en toch vertrekt. 
Toch is er goed nieuws in de romantiek, politieagent Grabarsky en verpleegster Wright trouwen. 
Hathaway stemt toe om deel te nemen in het management, in ruil hiervoor krijgt de SEH geen tijdelijke verpleegsters meer van andere afdelingen.
Dr. Doyle krijgt een zwanger moeder als patiënte, zij is alleen stomdronken. Hierop besluit zij om de politie te bellen omdat de moeder zo haar ongeboren baby vermoordt.
Dr. Ross heeft weer dienst op de mobiele medische post en krijgt daar een meisje genaamd Charlie in de wagen. Zij brengt een baby mee van haar buurvrouw die medische verzorging nodig heeft. Dr. Ross wil de moeder van de baby spreken, maar zij blijkt verdwenen te zijn.
Jeanie Boulet krijgt bezoek van haar man Al, hij brengt haar de aanvraagformulieren voor een scheiding.
Dr. Benton krijgt bezoek van zijn vriendin Carla, dr. Carter geeft haar een rondleiding. Dr. Benton voelt zich hierbij flink opgelaten, dit omdat hij zijn privéleven niet wil delen op de werkvloer.

## Rolverdeling

### Hoofdrol
- Anthony Edwards - Dr. Mark Greene
- George Clooney - Dr. Doug Ross
- Sherry Stringfield - Dr. Susan Lewis
- Noah Wyle - Dr. John Carter
- Eriq La Salle - Dr. Peter Benton
- Laura Innes - Dr. Kerry Weaver
- Jorja Fox - Dr. Maggie Doyle
- Glenne Headly - Dr. Abby Keaton
- Dwier Brown - Dr. David Herlihy
- Gloria Reuben - Jeanie Boulet
- Michael Beach - Al Boulet
- Julianna Margulies - verpleegster Carol Hathaway
- Ellen Crawford - verpleegster Lydia Wright
- Yvette Freeman - verpleegster Haleh Adams
- Laura Cerón - verpleegster Chuny Marquez
- Conni Marie Brazelton - verpleegster Connie Oligario
- Deezer D - verpleger Malik McGrath
- Abraham Benrubi - Jerry Markovic
- Kristin Minter - Randi Fronczak
- Montae Russell - ambulancemedewerker Dwight Zadro
- Emily Wagner - ambulancemedewerker Doris Pickman
- Lyn Alicia Henderson - ambulancemedewerker Pamela Olbes
- Lisa Nicole Carson - Carla Reece

### Gastrol
- Cecil Hoffman - Gail Herlihy
- Deborah May - Mary Cain
- Mike Genovese - politieagent Al Grabarsky
- Fran Bennett - Phyllis
- Kirsten Dunst - Charlie Chiemingo
- Harris Laskawy - Siebert
- Georgienne Millen - Reeva
- Buck Kartalian - Lloyd Frick
- Marnie Andrews - zuster
- Skip Stellrecht - kapelaan Miller

en vele andere